# Eurema tupuntenem
Eurema tupuntenem är en fjärilsart som beskrevs av Lichy 1976. Eurema tupuntenem ingår i släktet Eurema och familjen vitfjärilar. Inga underarter finns listade i Catalogue of Life.